# Porcari
Porcari è un comune italiano di 8 826 abitanti della provincia di Lucca in Toscana.

## Geografia fisica
- Classificazione sismica: zona 3 (sismicità bassa), Ordinanza PCM 3274 del 20/03/2003 aggiornata con la Deliberazione della Giunta Regionale Toscana n. 421 del 26 maggio 2014
- Classificazione climatica: zona D, 1676 GR/G, Decreto Presidente della Repubblica n. 412 del 26/08/1993 e successivi aggiornamenti fino al 31 ottobre 2009.
- Diffusività atmosferica: bassa, Ibimet CNR 2002

## Storia
Alcuni scavi archeologici hanno testimoniato che a Porcari vi fossero insediamenti già dall'Età del Bronzo, presso la zona di Fossa Nera, e un insediamento etrusco e poi romano presso il Lago di Sesto.
Fino ad oggi il primo documento che riguarda Porcari è datato 30 aprile 780, dove tre nobili longobardi (Gumberto, Ildiberto e Gumbardo) lasciarono Calci per stabilirsi a "Porchari". Nel Medioevo Porcari crebbe notevolmente in relazione all'antica Via Francigena che dirigeva verso nord-ovest, attraversanso l'intera Piana di Lucca e transitava per Castrum Porcari. Nell'itinerario di Sigerico, la città rappresentava la XXV tappa, ed era definita dall'Arcivescovo di Canterbury col nome di Forcri. Inoltre Porcari si trovava in una posizione strategica per l'attraversamento della Via Cassia e il fatto di trovarsi sulle sponde del Lago di Sesto, diventando così un'importante via di comunicazione con Firenze, Pisa e Lucca. Di grande importanza strategica era anche il colle di Porcari (monte San Giusto un castrum, oggi chiamato la Torretta) che sovrastava la Valle delle Sei Miglia, consentendo un importante punto di avvistamento, soprattutto in vista di eventuali attacchi nemici.
Quando i Longobardi si stabilirono a Porcari, il paese era già conosciuto con questo nome.
Intorno al 1000 alcuni documenti descrivono Porcari come un borgo (in seguito incastellato) con un imponente castello e due chiese dedicate una a Sant'Angelo e una a Santa Maria, con la possibilità dell'esistenza di una terza chiesa dedicata a San Giusto nei pressi dell'attuale chiesa. Fuori dal borgo si trovavano una chiesa dedicata a San Giovanni e molte case rustiche sparse per tutta la giurisdizione di Porcari che comprendeva Badia Pozzeveri, Gragnano, San Martino, San Gennaro, Petrognano e Tofori.
Il castello, che fu distrutto per ben tre volte, nel tempo diventò un'importante roccaforte, ultimo baluardo di difesa della città di Lucca e luogo di diverse battaglie. La più importante fu quella di Altopascio (che però realmente venne combattuta su territorio porcarese) nel 1325 dove Castruccio Castracani, vicario di Lucca, vinse su Raimondo Cardona, generale della Repubblica Fiorentina, e che li valse la nomina da parte di Ludovico il Bavaro a Duca di Lucca.
Venute meno le esigenze belliche, nel corso del Quattrocento, Porcari divenne un territorio marginale dello stato lucchese.
Del castello rimangono tracce storiche fino al XVII secolo. Oggi rimane solamente qualche resto di muro sul colle di Porcari.
Nel 1913, Porcari ottenne l'indipendenza da Capannori e si costituì in comune autonomo.

## Monumenti e luoghi d'interesse

### Architetture religiose
- Chiesa di San Giusto
- Chiesa della Natività di Maria a Rughi

### Siti archeologici
- Fossa Nera

### Siti Naturalistici
- Parco naturale della Torretta

## Società

### Evoluzione demografica
Abitanti censiti

### Stranieri
Secondo i dati ISTAT al 31 dicembre 2010 la popolazione straniera residente era di 970 persone. Le nazionalità maggiormente rappresentate in base alla loro percentuale sul totale della popolazione residente erano:
- Albania, 415 4,75%
- Marocco, 230 2,63%
- Romania, 166 1,90%

## Geografia antropica

### Frazioni
Il territorio comunale comprende, oltre al capoluogo di Porcari, anche le frazioni di Padule e Rughi.

### Altre località del territorio
Altre località notevoli del comune di Porcari sono quelle di Bernardini, Fratina, Gigioni, Magazzino e Palazzo Rosso.

## Amministrazione

### Elenco dei sindaci
| Periodo | Periodo   | Primo cittadino                    | Partito                      | Carica                        | Note |
| ------- | --------- | ---------------------------------- | ---------------------------- | ----------------------------- | ---- |
| 1913    | 1915      | Daniele Del Magro                  |                              | Comm. pref.                   |      |
| 1915    | 1920      | Felice Orsi                        |                              | Sindaco                       |      |
| 1920    | 1923      | Amerigo Andreotti                  |                              | Sindaco                       |      |
| 1923    |           | Giuseppe Zugiani                   |                              | Comm. pref.                   |      |
| 1923    | 1926      | Raffaello Grassini                 |                              | Sindaco                       |      |
| 1926    | 1927      | Raffaello Grassini                 |                              | Comm. pref.                   |      |
| 1927    | 1936      | Raffaello Grassini                 |                              | Podestà                       |      |
| 1936    | 1937      | Dionisio Da Valle                  |                              | Comm. pref.                   |      |
| 1937    | 1939      | Dionisio Da Valle                  |                              | Podestà                       |      |
| 1939    | 1944      | Raffaello Toschi                   |                              | Comm. pref. e Podestà         |      |
| 1944    |           | Adriano Notti                      |                              | Comm. pref.                   |      |
| 1944    |           | Giulio Montanari                   |                              | Reggente dell'amministrazione |      |
| 1944    |           | Domenico Zappelli                  |                              | Commissario del Comune        |      |
| 1944    | 1945      | Corrado Del Carlo (DC)             | CLN (PSIUP, PCI, P.d'AZ, DC) | Sindaco                       |      |
| 1945    | 1946      | Giuseppe Angelo Fanucchi (DC)      | CLN (PSIUP, PCI, P.d'AZ, DC) | Sindaco                       |      |
| 1946    | 1951      | Umberto Giannini (DC)              | DC                           | Sindaco                       |      |
| 1951    | 1964      | Vincenzo Da Massa Carrara (DC)     | DC                           | Sindaco                       |      |
| 1964    | 1970      | Giovanni Menchetti (DC)            | DC                           | Sindaco                       |      |
| 1970    | 1975      | Aldo Visibelli (DC)                | DC                           | Sindaco                       |      |
| 1975    | 1980      | Eugenio Nannini (DC)               | DC                           | Sindaco                       |      |
| 1980    | 1992      | Renzo Giometti (DC)                | DC-PSI                       | Sindaco                       |      |
| 1992    | 1993      | Lena Matteoni (DC)                 | DC-PSI                       | Sindaco                       |      |
| 1993    | 1997      | Giuseppe Della Nina (DC/PPI)       | DC/PPI-PSI-CPA               | Sindaco                       |      |
| 1997    | 2007      | Luigi Rovai (PPI/La Margherita)    | PPI/La Margherita -DS-RC     | Sindaco                       |      |
| 2007    | 2017      | Alberto Baccini (La Margherita/PD) | PD (DL-DS) - RC              | Sindaco                       |      |
| 2017    | in carica | Leonardo Fornaciari (PD)           | PD - indipendenti            | Sindaco                       |      |

### Gemellaggi
- Carmaux